# Bulbithecium
Bulbithecium — рід грибів. Назва вперше опублікована 1990 року.

## Класифікація
До роду Bulbithecium відносять 1 вид:
- Bulbithecium hyalosporum